# Led Zeppelin II

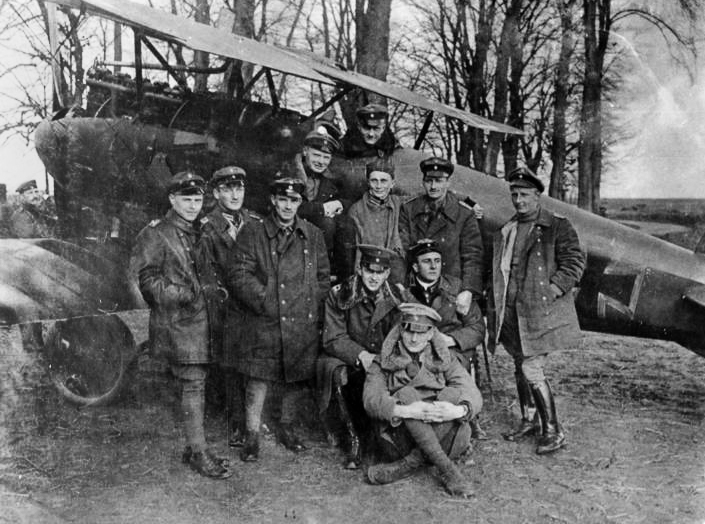
Das Foto der Jagdstaffel 11, Manfred v. Richthofen wurde als Motiv für das Plattencover verwendet.

Led Zeppelin II ist das zweite Studioalbum der britischen Band Led Zeppelin. Es wurde von Januar bis August 1969 in London, Los Angeles, New York City und Vancouver aufgenommen und am 22. Oktober 1969 veröffentlicht.
Als eines der bekanntesten Alben von Led Zeppelin war das zweite Album ein Vorreiter des Heavy Metal und inspirierte eine Reihe zeitgenössischer (z. B. Deep Purple) sowie späterer Vertreter des Rock (z. B. Van Halen).

## Inhalt
Jimmy Page beschreibt in dem Buch Led Zeppelin – Biografie einer Band die Songs folgendermaßen:

### Whole Lotta Love
Whole Lotta Love basiert auf dem Song „You Need Love“ von Muddy Waters aus dem Jahre 1962 und enthält Zitate aus dem Song „You Need Loving“ von den Small Faces aus dem Jahre 1966.
Niemand weiß, woher das unvergessliche (Gitarren-)Riff kam, das sich im Song stets wiederholt. John Paul Jones meinte, es sei erstmals als Teil von Dazed and Confused auf einem Bühnenjam entstanden. Robert Plant kommentierte es so: „Egal wo es herkam, es hing alles an diesem Riff“.
Für Jimmy Page war dieser Song einfach ein simpler Rocksong, bei dem im Mittelteil ein paar elektronische Sounds eingesetzt werden. Später erklärte Page, wie er das Riff aufgebaut hatte:

„Ich hatte es schon fix und fertig, ehe ich ins Studio kam. Ich hatte es einstudiert. Und diesen ganzen anderen Kram – die Klangwellen und so weiter – habe ich im Studio zusammengebaut und dann Effekte und Verfremdungen darübergelegt. Das absteigende Riff habe ich mit einer Slide aus Metall und Rückwärtsecho gemacht. Ich glaube, damit war ich der Erste. […]“

Da Led Zeppelin sich weigerten, Whole Lotta Love als zurechtgestutzte und überarbeitete 3-Minuten-Single aufzunehmen, wurde der Titel von den Top-Forty Sendern der USA zunächst boykottiert (Zu jener Zeit passte ein Song von 5:34 Minuten nicht ins Schema der Radiostationen). Charterfolge des Albums und Hörerreaktionen zwangen die Programmchefs jedoch zum Umdenken. Nachdem sich die Band weigerte, den Titel einzukürzen, schnitten einige Sender aus dem Solopart ein Stück heraus. Die Hörer nahmen das positiv auf, weil sie froh waren, überhaupt etwas von Led Zeppelin im Radio zu hören. Innerhalb weniger Tage war die Plattenfirma Atlantic aufgrund der massiven Nachfrage gezwungen, diese gekürzte und verfälschte Version als Single zu veröffentlichen. Die Band lehnte jedoch die Veröffentlichung der 3:06 Minuten langen Single aus kreativen Gründen immer strikt ab.

### What Is and What Should Never Be
Page betrachtete diese Nummer als „eine Abwechslung für die Band“. Auf dem Album sollten einige neue Ideen ausprobiert werden und dieser Titel war eins der ersten Ergebnisse. Page bescheinigt Robert Plant aufgrund des Refrains die Entwicklung zu einem ernsthaften Songtexter. Für John Paul Jones liegt der Schwerpunkt des Stücks in seiner guten Bass-Melodie.
Plant verarbeitet in What Is and What Should Never Be seine Affäre mit der jüngeren Schwester seiner Frau.

### The Lemon Song
The Lemon Song ist die ursprünglichste Bluesnummer auf dem Album, so Jimmy Page. Weiter führt er aus:
Wir haben ihn live im Studio runtergespielt und nur in der Bridge ein paar Gitarren-Overdubs gemacht – ich glaube, es war eine elektrische zwölfsaitige von Fender oder Rickenbacker.

### Thank You
Thank You ist eine romantische Liebes-Ballade.
Jimmy Page äußert sich über den Song:
Mit meinen eigenen Lyrics war ich nie ganz zufrieden. Ich hatte immer gehofft, dass Robert diesen Part ganz übernehmen könnte, was glaube ich mit dieser Nummer losging.[…]
Damit brachte er zum Ausdruck, dass Robert Plant mit diesem Titel den Durchbruch als wichtigster Song-Texter der Band schaffte. Plant schrieb diesen Titel für seine Frau, weil sie immer wieder über seine Seitensprünge und andere Eskapaden hinwegsah.

### Heartbreaker
Dazu kommentiert Jimmy Page:
Dieser Song ist zur echten Warmlaufnummer in Konzerten geworden. Es ist die reine Riff-Hackerei, ein paar Riffs mit Roberts Texten.
Page spielt in diesem Song ein ca. anderthalbminütiges, zweiteiliges Gitarrensolo, welches als eines der bekanntesten Rocksolos überhaupt gilt und welches Page angeblich im Studio improvisiert eingespielt hat. Es wurde vom Magazin Guitar World auf Platz 16 der 100 besten Gitarrensoli gewählt. Bemerkenswerte Elemente sind dabei die schnellen Läufe sowie die Bends über zwei Ganztöne im ersten Teil. Bei letzteren zog Page die Saiten durch Drücken am Hals seiner Gitarre nach oben. Eddie Van Halen gab an, von diesem Solo zu der Tapping-Technik inspiriert worden zu sein, die ihn später berühmt machen sollte.

### Living Loving Maid (She’s Just a Woman)
Living Loving Maid ist eine einfache Rocknummer mit einem Riff. Es geht um eine in die Jahre gekommene Frau (Page nennt sie weniger subtil „alte Schachtel“), die mit ihrem Älterwerden nicht klarkommt und verzweifelt auf jugendlich macht.
Der Song wurde als B-Seite der Single Whole Lotta Love ausgewählt und kam für 5 Wochen in die Charts, nachdem Whole Lotta Love herausgefallen war. Die Höchstplatzierung war Nummer 65.

### Ramble On
Dieser Song erfordert etliche Gitarren-Overdubs. Inhaltlich beschrieben werden mythische Tolkien-Motive.
Es ist ein sehr hübscher Track, aber auf der Bühne wegen der akustischen Gitarre über der E-Gitarre schwer zu bringen. Ich weiß, dass es Roberts Lieblingssong auf dem Album ist. (Jimmy Page)
und Robert Plant bestätigt:
Ja, der Song war mein Baby, und ich hoffte, jeder würde dahintersteigen und erkennen, dass ich mehr in diese Richtung wollte.
Ramble On wurde erstmals beim Ahmet Ertegün Tribute Concert, dem ersten offiziellen Auftritt von Led Zeppelin nach dem Tod von Schlagzeuger John Bonham, am 10. Dezember 2007 live und in voller Länge aufgeführt.

### Moby Dick
Moby Dick sollte speziell John Bonhams Schlagzeugspiel in den Vordergrund rücken. Der Song beginnt mit einem einminütigen, von Drums begleiteten Gitarren-Riff. Der Hauptteil besteht aus einem Schlagzeugsolo, in den letzten 20 Sekunden wiederum begleitet von Jimmys E-Gitarre.
Das markante Gitarren-Riff im Stück stammt weitgehend von Bobby Parkers Hitsingle Watch Your Step von 1961, wenn auch in anderer Tonart und anderem Tempo gespielt.

### Bring It on Home
Dieses Lied ist dem Bluessänger Sonny Boy Williamson gewidmet. Robert Plant imitierte seinen Gesang und sein Mundharmonikaspiel in der Anfangssequenz. Die Sequenz wird schlagartig durch Jimmy Page mit harten Gitarrenriffs unterbrochen. Am Ende schließt Robert Plant das Stück mit der Mundharmonika im Stil der Anfangssequenz ab.

## Titelliste
1. Whole Lotta Love (Bonham/Dixon/Jones/Page/Plant) 5:34
2. What Is and What Should Never Be (Page/Plant) 4:44
3. The Lemon Song (Bonham/Jones/Page/Plant) 6:19
4. Thank You (Page/Plant) 4:47
5. Heartbreaker (Bonham/Jones/Page/Plant) 4:14
6. Living Loving Maid (She’s Just a Woman) (Page/Plant) 2:39
7. Ramble On (Page/Plant) 4:23
8. Moby Dick (Bonham/Jones/Page) 4:21 [Instrumental]
9. Bring It on Home (Dixon/Page/Plant) 4:20

## Singleauskoppelungen
Die einzige Singleauskoppelung dieses Albums ist Whole Lotta Love. Am 22. November 1969 stieg der Titel in den US-amerikanischen Billboard Hot 100 zunächst auf Platz 91 ein. Seine beste Platzierung erreichte die Single am 31. Januar 1970 mit Rang vier. Es musste sich lediglich Raindrops (B. J. Thomas), Venus (Shocking Blue) und dem Spitzenreiter I Want You Back (The Jackson Five) geschlagen geben. Weltweit verkaufte sich die Single laut Schallplattenauszeichnungen über 1,6 Millionen Mal.

## Mitwirkende
- John Bonham – Schlagzeug, Begleitgesang
- George Chkiantz – Tontechnik (bei 1 und 2)
- Peter Grant – Ausführender Produzent
- Chris Huston – Tontechnik (bei 3 und 8)
- Andy Johns – Tontechnik (bei 4)
- John Paul Jones – Bassgitarre, Orgel, Begleitgesang
- Eddie Kramer – Tontechnik, Tonmischung
- Jimmy Page – Akustische, elektrische und Pedal-Steel-Gitarre, Theremin, Begleitgesang
- Robert Plant – Gesang, Mundharmonika

## Kommerzieller Erfolg

### Chartplatzierungen
Led Zeppelin II avancierte zum weltweiten Nummer-eins-Album, darunter Deutschland, den Niederlanden, Österreich, die Vereinigten Staaten oder auch dem Vereinigten Königreich.
| ChartsChartplatzierungen       | Höchstplatzierung | Wochen |
| ------------------------------ | ----------------- | ------ |
| Deutschland (GfK)              | 1 (43 Wo.)        | 43     |
| Österreich (Ö3)                | 1 (10 Wo.)        | 10     |
| Schweiz (IFPI)                 | 15 (4 Wo.)        | 4      |
| Vereinigte Staaten (Billboard) | 1 (102 Wo.)       | 102    |
| Vereinigtes Königreich (OCC)   | 1 (129 Wo.)       | 129    |

### Auszeichnungen für Musikverkäufe
| Land/Region                  | Auszeichnungen für Musikverkäufe (Land/Region, Auszeichnung, Verkäufe) | Verkäufe   |
| ---------------------------- | ---------------------------------------------------------------------- | ---------- |
| Argentinien (CAPIF)          | Gold                                                                   | 30.000     |
| Australien (ARIA)            | 4× Platin                                                              | 280.000    |
| Deutschland (BVMI)           | Platin                                                                 | 500.000    |
| Frankreich (SNEP)            | 2× Gold                                                                | 200.000    |
| Italien (FIMI)               | Platin                                                                 | 50.000     |
| Kanada (MC)                  | 9× Platin                                                              | 900.000    |
| Österreich (IFPI)            | Gold                                                                   | 25.000     |
| Schweden (IFPI)              | Gold                                                                   | 25.000     |
| Spanien (Promusicae)         | Gold                                                                   | 50.000     |
| Vereinigte Staaten (RIAA)    | 12× Platin                                                             | 12.000.000 |
| Vereinigtes Königreich (BPI) | 4× Platin                                                              | 1.200.000  |
| Insgesamt                    | 6× Gold · 21× Platin · 1× Diamant ·                                    | 15.310.000 |

Hauptartikel: Led Zeppelin/Auszeichnungen für Musikverkäufe